# Danny Webb (attore)
Danny Webb (Londra, 6 giugno 1958) è un attore britannico.

## Carriera
È apparso in molte serie televisive britanniche, tra cui Le avventure del giovane Indiana Jones, Our Friends in the North, Jack Frost, Poirot, Metropolitan Police, L'ispettore Barnaby, Testimoni silenziosi e Shackleton. Ha recitato anche in due episodi di Doctor Who. È apparso anche in Britannia High nel ruolo di Jack Tyler e in New Tricks - Nuove tracce per vecchie volpi nei panni di DJ.
Nel 1985, ha recitato al fianco di Jon Pertwee nell'adattamento televisivo della commedia di Broadway di Karl Wittlinger, Do You Know the Milky Way? nel ruolo di Kris, un paziente psichiatrico che credeva di provenire da un'altra stella. 
Ha avuto ruoli ricorrenti in diverse serie televisive, tra cui Brookeside, Cardiac Arrest e Life Begins.
Nel 2008, ha interpretato il giornalista Noel Botham nel dramma della BBC Four Hughie Green, Most Sincerely, oltre a narrare l'audiolibro della Games Workshop Black Library The Lightning Tower/The Dark King e l'audiolibro di Gotrek and Felix Slayer of the Storm God. Ha avuto anche una piccola parte come ufficiale delle comunicazioni tedesco nel film Operazione Valchiria con Tom Cruise. 
Nel 2009, ha avuto un ruolo da protagonista nella serie drammatica in cinque parti della BBC1 Land Girls, nel ruolo di un sergente della Home Guard.
Nel 2015, ha interpretato Roy nel thriller britannico The Contract, uscito nel 2016.
Nel 2024, è stato annunciato che Webb è stato scelto come Ser Arlan di Pennytree nella serie A Knight of the Seven Kingdoms.

## Filmografia parziale

### Cinema
- L'anno del sole quieto (Rok spokojnego słońca), regia di Krzysztof Zanussi (1984)
- Senza fine, regia di Krzysztof Kieslowski (1985)
- Il giustiziere della notte 4 (Death Wish 4: The Crackdown), regia di J. Lee Thompson (1987)
- Enrico V (Henry V), regia di Kenneth Branagh (1989)
- Alien³, regia di David Fincher (1992)
- True Blue - Sfida sul Tamigi (True Blue), regia di Ferdinand Fairfax (1996)
- Amore e morte a Long Island (Love and Death on Long Island), regia di Richard Kwietniowski (1997)
- Still Crazy, regia di Brian Gibson (1998)
- Shiner, regia di John Irvin (2000)
- Litigi d'amore (The Upside of Anger), regia di Mike Binder (2005)
- Attack Force - La morte negli occhi (Attack Force), regia di Michael Keusch (2006)
- Operazione Valchiria (Valkyrie), regia di Bryan Singer (2008)
- Redemption - Identità nascoste (Hummingbird), regia di Steven Knight (2013)
- Locke, regia di Steven Knight (2013) – voce
- Le regole del caos (A Little Chaos), regia di Alan Rickman (2014)
- The Contract, regia di Nic Aurbach (2016)
- Churchill, regia di Jonathan Teplitzky (2017)
- Gli ultimi fuorilegge (Never Grow Old), regia di Ivan Kavanagh (2019)

### Televisione
- Play for Today – serie TV, 2 episodi (1980)
- Brookside – serie TV, (1982-1983)
- L'asso della Manica (Bergerac) – serie TV, un episodio (1988)
- Poirot (Agatha Christie's Poirot) – serie TV, episodi 1x01-13x01 (1989-2013)
- Metropolitan Police (The Bill) – serie TV, 12 episodi (1989-2009)
- Robin Hood - La leggenda (Robin Hood), regia di John Irvin – film TV (1991)
- Le avventure del giovane Indiana Jones (The Young Indiana Jones Chronicles) – serie TV, 2 episodi (1992-1993)
- Our Friends in the North – serie TV, 4 episodi (1996)
- Jack Frost (A Touch of Frost) – serie TV, 2 episodi (1996-2005)
- Dalziel and Pascoe – serie TV, un episodio (1999)
- In the Beginning - In principio era (In the Beginning) – serie TV, un episodio (2000)
- Casualty – serie TV, 4 episodi (2000-2012)
- Shackleton, regia di Charles Sturridge – film TV (2002)
- Il mastino dei Baskerville (The Hound of the Baskervilles), regia di David Attwood – film TV (2002)
- Henry VIII – serie TV, (2003)
- Kate & Emma - Indagini per due (Murder in Suburbia) – serie TV, un episodio (2004)
- Waking the Dead – serie TV, un episodio (2004)
- Testimoni silenziosi (Silent Witness) – serie TV, 2 episodi (2004)
- My Family – serie TV, un episodio (2004)
- Life Begins – serie TV, 12 episodi (2004-2005)
- Heartbeat – serie TV, un episodio (2005)
- Lewis – serie TV, un episodio (2006)
- Doctor Who – serie TV, 2 episodi (2006)
- The Inspector Lynley Mysteries – serie TV, un episodio (2006)
- L'ispettore Barnaby (Midsomer Murders) – serie TV, episodi 10x01-13x04 (2006-2010)
- Miss Marple (Agatha Christie's Marple) – serie TV, episodio 3x01 (2007)
- Honest – serie TV, 6 episodi (2008)
- New Tricks - Nuove tracce per vecchie volpi (New Tricks) – serie TV, un episodio (2008)
- Britannia High – serie TV, 2 episodi (2008)
- Hallmark Hall of Fame – serie TV, un episodio (2009)
- Trinity – serie TV, un episodio (2009)
- Land Girls – serie TV, 10 (2009-2011)
- Hustle - I signori della truffa (Hustle) – serie TV, un episodio (2010)
- Holby City – serie TV, 6 episodi (2010)
- Being Human – serie TV, un episodio (2011)
- Delitti in Paradiso (Death in Paradise) – serie TV, episodio 1x08 (2011)
- Sherlock – serie TV, un episodio (2012)
- Il giovane ispettore Morse (Endeavour) – serie TV, episodi 1x00-9x03 (2012-2023)
- Humans – serie TV, 9 episodi (2015-2016)
- Plebs – serie TV, 2 episodi (2016-2019)
- Padre Brown (Father Brown) – serie TV, un episodio (2017)
- The Halcyon – serie TV, 2 episodi (2017)
- Liar - L'amore bugiardo (Liar) – serie TV, 12 episodi (2017-2020)
- The City & the City – serie TV, 4 episodi (2018)
- Pennyworth – serie TV, 11 episodi (2019-2021)
- The Regime - Il palazzo del potere (The Regime) – serie TV, 6 episodi (2024)
- Beyond Paradise – serie TV, un episodio (2024)

## Doppiatori italiani
Nelle versioni in italiano delle opere in cui ha recitato, Danny Webb è stato doppiato da:
- Ambrogio Colombo in Operazione Valchiria, Endeavour - Il giovane ispettore Morse, Le regole del caos
- Roberto Chevalier in Shiner, Humans
- Gerolamo Alchieri in Liar - L'amore bugiardo, The Regime - Il palazzo del potere
- Giorgio Locuratolo in La dodicesima notte
- Giancarlo Prete in Enrico V
- Pasquale Anselmo in Robin Hood - La leggenda
- Tonino Accolla in Alien³
- Saverio Indrio in Doctor Who
- Diego Reggente in Delitti in Paradiso
- Sergio Di Giulio in Strike Back
- Massimo Lopez in Redemption - Identità nascoste
- Gianni Giuliano in Scott & Bailey
- Riccardo Rovatti in Churchill
- Dario Penne in The Halcyon
- Riccardo Forte in The City & the City
- Massimiliano Lotti in Gli ultimi fuorilegge